# 士皋夷
士皋夷（？—前492年），中国春秋時期晋国政治人物，晉國六卿之一。士氏、按封地又为范氏，名皋夷。范昭子的族人。
士皋夷和范氏宗主范昭子士吉射的关系不好。前497年，赵鞅（赵简子）、智跞联合魏侈（魏襄子）、韩不信（韩简子）攻打范氏、中行氏。士吉射与中行寅失败，逃至朝歌。智跞打算立士皋夷继承范氏、和自己关系不错的梁婴父继承中行氏，但被趙鞅拒絕。智跞去世后，前492年十一月，赵简子厌恶范氏，杀死士皋夷。